# Маурицијуски фратар
Маурицијуски фратар (лат. Amauris phoedon, енгл. Mauritian friar) је инсект из реда лептира (Lepidoptera) и породице шаренаца (Nymphalidae). 

## Распрострањење
Ареал врсте је ограничен на једну државу. Маурицијус је једино познато природно станиште врсте.

## Угроженост
Ова врста се сматра рањивом у погледу угрожености врсте од изумирања.